# Aéroport de Lyon-Saint-Exupéry
De Luchthaven Lyon Saint-Exupéry (Frans: Aéroport de Lyon-Saint-Exupéry; IATA: LYS, ICAO: LFLL), voorheen bekend als de Luchthaven Lyon Satolas (Aéroport de Lyon-Satolas), is een van de twee luchthavens in de agglomeratie van Lyon (samen met de kleinere, oudere Luchthaven Lyon-Bron, ten westen van Lyon-Saint Exupéry). De luchthaven is vernoemd naar de Franse schrijver en piloot Antoine de Saint-Exupéry (1900-1944), geboren in Lyon.
De luchthaven ligt in Colombier-Saugnieu, 20 kilometer ten oosten van het centrum van Lyon. De twee start- en landingsbanen zijn verdeeld in noord en zuid. Het is een belangrijke faciliteit voor het vervoer in de gehele regio Auvergne-Rhône-Alpes. Vanaf de luchthaven, op station Lyon-Saint-Exupéry TGV, zijn er treinverbindingen met de rest van het land. Sinds 2011 is er een tramverbinding met de stad door de Rhônexpress. Tevens zijn andere steden in de buurt, zoals Chambéry en Grenoble, door middel van openbaar vervoer verbonden met de luchthaven, hoewel daar ook luchthavens zijn, namelijk de Aéroport de Chambéry-Savoie en Aéroport Grenoble-Isère.

## Geschiedenis
De luchthaven werd geopend door president Valéry Giscard d'Estaing op 12 april 1975 en werd een week later opengesteld voor passagiers. Het werd ontworpen om de oude luchthaven Lyon-Bron te vervangen, omdat deze niet kon worden uitgebreid.
Sinds 1994 is er een TGV-verbinding met Parijs en Marseille. De waaiervormige luifel van het station Lyon-Saint-Exupéry TGV aan de Ligne à Grande Vitesse (LGV) Rhône-Alpes is ontworpen door architect Santiago Calatrava, waardoor het een aanzienlijke architectonische waarde heeft.
Oorspronkelijk was de naam van de luchthaven Aéroport de Lyon-Satolas, in 2000 werd de naam van de luchthaven en het station hernoemd ter ere van luchtvaart pionier en schrijver Antoine de Saint-Exupéry.
Sinds 1997 is de luchthaven een belangrijke regionale hub voor de luchtvaartmaatschappij Air France.

## Luchtvaartmaatschappijen
De meeste luchtvaartmaatschappijen vliegen vanaf Lyon-Saint Exupéry naar Europese bestemmingen. De volgende maatschappijen vliegen ook naar intercontinentale bestemmingen: Air Algérie, Air Arabia Maroc, Air Cairo (in hoogseizoen), Air Canada, Air Sénégal, Air Transat (in hoogseizoen), AnadoluJet, ASL, Corsair International, easyJet, Emirates, FlyOne Armenia, Nouvelair Tunesie (in hoogseizoen), Pegasus Airlines, Qatar Airways, Royal Air Maroc, Royal Jordanian, SunExpress (in hoogseizoen), Transavia France, TUI fly (in hoogseizoen), Tunisair en Turkish Airlines.